# Liste von Storchenbrunnen
In dieser Liste sind Storchenbrunnen aufgeführt, also Brunnen im öffentlichen Raum, die Störche zum Thema haben.

## Deutschland
| Bezeichnung                       | Bild           | Standort                                                                                  | Künstler                                                                                           | Errichtung Einweihung                        | Weitere Informationen |
| --------------------------------- | -------------- | ----------------------------------------------------------------------------------------- | -------------------------------------------------------------------------------------------------- | -------------------------------------------- | --- |
| Storchenbrunnen (Bad Reichenhall) | weitere Bilder | Bad Reichenhall, Salzburger Straße 7, neben dem Kurcafé (Lage)                            | Entwurf: Alois Lidauer (1908–1975, Salzburg); Ausführung: Alfred Essler (1929–2013, Berchtesgaden) | 1976/77                                      | |
| Storchenbrunnen (Berlin)          | weitere Bilder | Berlin, Tempelhof-Schöneberg, Adolf-Scheidt-Platz (Lage)                                  | Ernst Seger (1868–1939)                                                                            | 1931                                         | Restaurierungen 1987 und 2001 |
| Queckbrunnen                      | weitere Bilder | Dresden, Am Queckbrunnen, Hertha-Lindner-Straße (Lage)                                    | |                                              | Der Brunnen wurde 1461 erstmals urkundlich erwähnt. Er wurde mehrfach verändert und renoviert, so in den Jahren 1514, 1745, 1783, 1824 und 1977. Im Jahr 1945 wurde der Storch, der im Jahr 1735 aufgesetzt worden war, schwer beschädigt. Alfred Hörnig schuf 1968 einen neuen. |
| Storchenbrunnen (Freital)         | weitere Bilder | Freital, im Freitaler Stadtteil Döhlen nahe der Weißeritz (Lage)                          | Fritz Schlesinger (1896–1986)                                                                      | 1938                                         | |
| Storchenbrunnen (Gerstungen)      | weitere Bilder | Gerstungen, auf dem Marktplatz (Lage)                                                     | Ludwig Nick (1873–1936)                                                                            | 1936                                         | |
| Schliekersbrunnen                 | weitere Bilder | Hameln (Lage)                                                                             | |                                              | 2011 renoviert |
| Storchenbrunnen (München)         | weitere Bilder | München, in München-Neuhausen, Zum Künstlerhof (Lage)                                     | Emil Manz (1880–1945)                                                                              | 1929                                         | Brunnen mit Storchengruppe aus Bronze |
| Storchenbrunnen (Nürnberg)        | weitere Bilder | Nürnberg, Stadtteil Wöhrd, Wassertorstraße 23, südlich der Kirche St. Bartholomäus (Lage) | Karl Reidel (1927–2006)                                                                            | 1964 oder 1965                               | |
| Storchenbrunnen (Tittmoning)      | weitere Bilder | Tittmoning, Stadtplatz (Lage)                                                             | | 1906 aus älteren Brunnenteilen neu gestaltet | Brunnenpfeiler bezeichnet 1627, metallene Storchenfigur 17. Jh. |
| Kindlesbrunnen (Weingarten)       |                | Weingarten, Liebfrauenstraße (Lage)                                                       | Franz Xaver Eberhard (1867–1937)                                                                   | 1926                                         | Die Darstellung bezieht sich auf den Volksglauben, wonach der Storch die Kinder bringe. |

## Weitere
| Bezeichnung                                            | Bild           | Standort                                                                                             | Staat    | Künstler           | Errichtung Einweihung | Weitere Informationen |
| Fuchsbrunnen (Barcelona)                               | weitere Bilder | Barcelona, Sant Pere, Santa Caterina i la Ribera, Parc de la Ciutadella (Jardins de Fontseré) (Lage) | Spanien  | Eduard B. Alentorn | 1884                  | Fuchs und Storch. – Teller und enghalsige Flasche zu Füßen des Storchs zeigen, dass die Darstellung sich auf die unter anderem bei Phaedrus und La Fontaine überlieferte Fabel Der Fuchs und der Storch bezieht. |
| Storchenbrunnen (Kopenhagen) (dän. Storkespringvandet) | weitere Bilder | Kopenhagen, auf dem Amagertorv, einem Platz entlang der Kopenhagener Fußgängerzone Strøget (Lage)    | Dänemark | Vilhelm Bissen     | 1894                  | |